# Ammodramus
Ammodramus és un gènere d'ocells de la família dels passerèl·lids (Passerellidae). Aquests pardals americans viuen en aiguamolls, però també en zones de praderies i terres de conreu d'ambdues Amèriques. Els ocells d'aquest gènere es coneixen comunament com a pardals de pastures. El nom Ammodramus prové del grec per "corredor de sorra".
Aquests ocells viuen en un hàbitat de pastures. Alguns Ammodramus són socialment monògams i ambdós pares tenen cura de les cries. Altres espècies són polígines sense vincles de parella i sense cura paterna.
Diverses espècies s'han inclòs en aquest gènere, però han estat reclassificades en els gèneres Ammospiza i Centronyx per fonts com Birdlife International i l'American Ornithological Society.

## Llista d'espècies
A data d'avui, se'n descriuen 3 espècies dins aquest gènere:
- Ammodramus savannarum - sit pardalenc saltamartí.
- Ammodramus humeralis - sit pardalenc de sabana.
- Ammodramus aurifrons - sit pardalenc caragroc.

El fòssil Ammodramus hatcheri (Miocè superior de Kansas, Estats Units) es va col·locar antigament al gènere Palaeospiza o Palaeostruthus. Pot ser que el primer no sigui gens un passeriforme, mentre que el segon va ser finalment sinonimitzat amb Ammodramus, ja que A. hatcheri amb prou feines difereix de l'espècie viva.